# موتساگرونیا
موتساگرونیا (به ایتالیایی: Mozzagrogna) یک کومونه در ایتالیا است که در استان کییتی واقع شده‌است.

## خصوصیات
موتساگرونیا ۱۳٫۷۱ کیلومترمربع مساحت و ۲٬۲۳۷ نفر جمعیت دارد و ۲۲۳ متر بالاتر از سطح دریا واقع شده‌است.

## خواهرخوانده
شهر Pelousey خواهرخواندهٔ موتساگرونیا هست.